# Aphrophila amblydonta
Aphrophila amblydonta is een tweevleugelige uit de familie steltmuggen (Limoniidae). De soort komt voor in het Neotropisch gebied.